# Overlach (Familie)

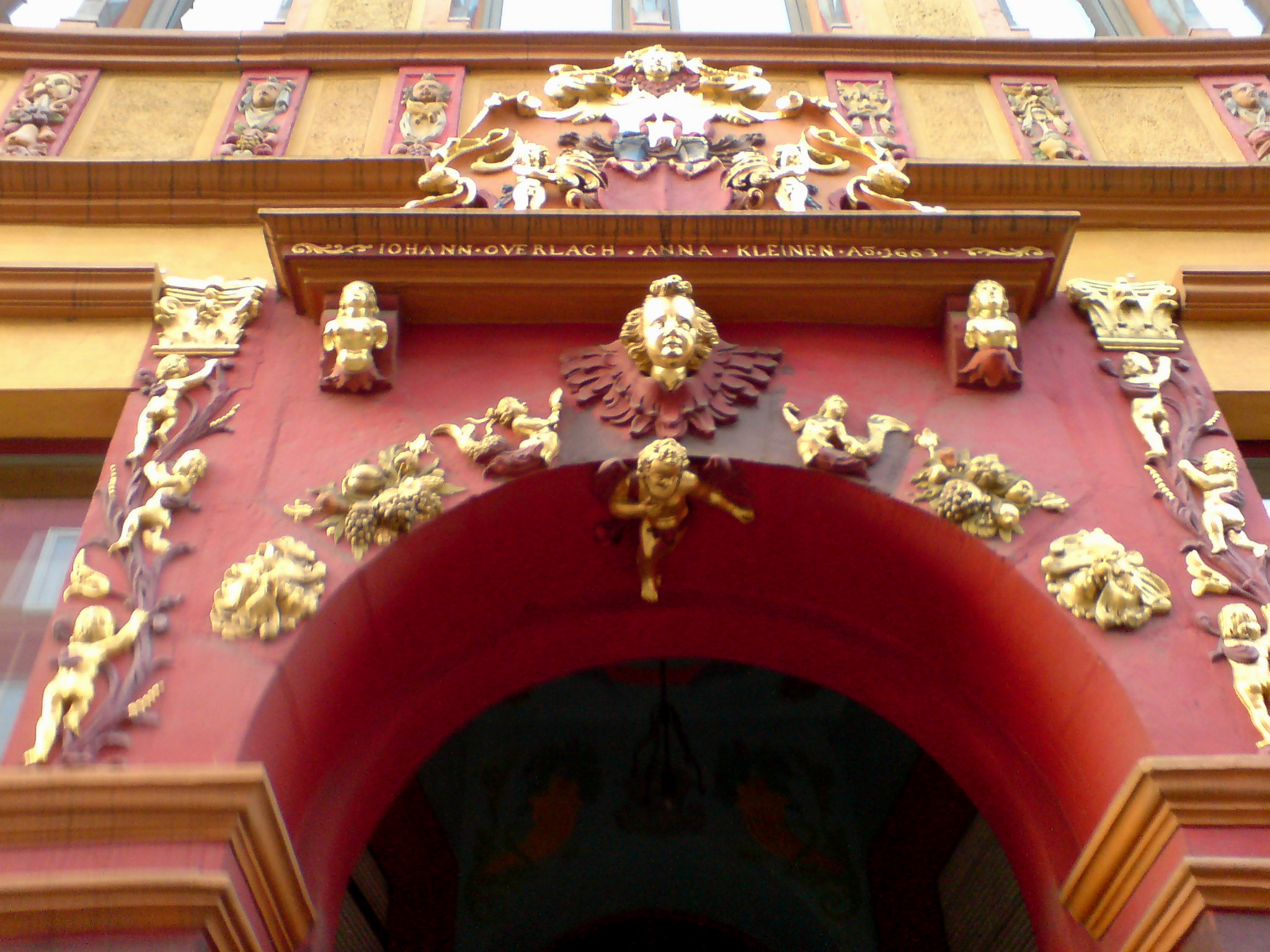
Teilvergoldetes Prunkwappen des Johann Overlach und der Anna Kleine an dem von dem Bildhauer Adrian Siemerding gestalteten Overlachschen Haus in Hannover

Overlach, zeitweilig auch Overlack und Overlagius sowie Overlak genannt, ist der Familienname einer ab dem frühen 17. Jahrhundert in Hannover nachweisbaren Familie, die anfangs vor allem Bürger und Kaufleute stellte. Die aus Hattingen stammende Familie stellte schon kurz nach ihrer Niederlassung in Hannover – nach dem Unternehmer Johann Duve – die wichtigsten Warenlieferanten für den Hofstaat der Welfen in der hannoverschen Residenzstadt.
Die Overlachs sind ab dem Dreißigjährigen Krieg in Hannover belegt, wo sich im Jahr 1626 Jürgen Overlach als Brauer und Kaufmann niederließ. Aus der Ehe mit Lucia Hostmann ging schon 1625 der spätere Kaufmann, Kommunalpolitiker, Stadthauptmann, Stadtkämmerer und Senior Johann Overlach hervor, Bauherr des Overlachschen Hauses direkt an der Marktkirche, deren umgebender Marktplatz „seit dem Mittelalter städtebaulicher Mittelpunkt und politisch-gesellschaftliches Zentrum der Altstadt“ war.
In der Zeit des Barocks stand die Familie in vielfacher Verbindung mit Gottfried Wilhelm Leibniz. So zählt etwa die Korrespondenz des Universalgelehrten mit Anna Elisabeth Overlach, verheiratet mit dem Osnabrücker Hofrat und braunschweig-lüneburgischen Gesandten Reichstag in Regensburg und am Wiener Kaiserhof, wie seine gesamte Korrespondenz heute zum Weltdokumentenerbe der UNESCO.